# Willow (film)
Willow är en amerikansk fantasyfilm från 1988 gjord av filmskaparna George Lucas (manusförfattare och exekutiv producent) och Ron Howard (regissör). Filmen bjuder på spektakulära specialeffekter, fartfylld action och en klassisk historia om gott mot ont. Som effektfilm anses den vara banbrytande för att den var först att innehålla specialeffekten morfning skapad av Doug Smythe och Dennis Muren. 

## Handling
Filmen handlar om unge Willow Ufgood (Warwick Davis) som, efter att ha hittat ett övergivet spädbarn, plötsligt befinner sig i ett magiskt och fartfyllt äventyr. Siare har nämligen förutspått att barnet är heligt och att det kommer medföra undergången för den ondskefulla drottningen Bavmorda (Jean Marsh) rike. Till sin hjälp har Willow Ufgood krigaren Madmartigan (Val Kilmer) och två små galna varelser, småkryp, kallade Brownies samt trollpackan Fin Raziel . Tillsammans kämpar de mot de mörka krafter som drottningen och den onde General Kael, släppt lös...

## Rollista (urval)
| Val Kilmer     | – Madmartigan        |
| Joanne Whalley | – Sorsha             |
| Warwick Davis  | – Willow Ufgood      |
| Jean Marsh     | – Drottning Bavmorda |
| Patricia Hayes | – Fin Raziel         |
| Billy Barty    | – Mästare Aldwin     |
| Pat Roach      | – General Kael       |
| Phil Fondacaro | – Vohnkar            |